# Cyathula pobeguinii
Cyathula pobeguinii är en amarantväxtart som beskrevs av Jacq.-fel.. Cyathula pobeguinii ingår i släktet Cyathula, och familjen amarantväxter. Inga underarter finns listade i Catalogue of Life.